# Dendrocorticium
Dendrocorticium M.J. Larsen & Gilb. (drzewkopowłocznik) – rodzaj grzybów z rzędu powłocznikowów (Corticiales). W Polsce występuje Dendrocorticium polygonioides.

## Charakterystyka
Grzyby kortycjoidalne o owocniku rocznym, rozpostartym lub rozpostarto-odgiętym z cieńszym i rzadszym brzegiem. Hymenofor gładki. System strzępkowy monomityczny strzępki o różnej grubości ścian, ze sprzążkami. Występują dendrohyfidy, czasami tworzące mniej lub bardziej wyraźne katahymenium. Cystyd brak. Podstawki powstają z cienkościennych probazydiów, w stanie dojrzałym mają 4 sterygmy i sprzążkę u podstawy. Bazydiospory niemal kuliste, elipsoidalne lub szeroko jajowate, gładkie, cienkościenne, nieamyloidalne. Wysyp zarodników biały.
Dendrocorticium jest bardzo blisko spokrewnione z Corticium, u obydwu tych rodzajów brak cystyd, występują szkliste dendrohyfidy, a bazydiospory są gładkie i nieamyloidalne. Dendrocorticium odróżnia się jednak białym wysypem zarodników i cienkościennymi probazydiami i białym wyspem zarodników. Według Index Fungorum należą one do różnych rodzin.

## Systematyka i nazewnictwo
Pozycja w klasyfikacji według Index Fungorum: Punctulariaceae, Corticiales, Incertae sedis, Agaricomycetes, Agaricomycotina, Basidiomycota, Fungi.
Takson utworzyli w 1974 r. M.J. Larsen i Edouard-Jean Gilbert. Nazwa polska na podstawie rekomendacji Komisji ds. Polskiego Nazewnictwa Grzybów.
Gatunki:
- Dendrocorticium ancistrophylli Boidin & Gilles 1998,
- Dendrocorticium crystalliferum Boidin & Gilles 1998
- Dendrocorticium jonides (Bres.) M.J. Larsen & Gilb. 1974
- Dendrocorticium nasti Boidin & Gilles 1998,
- Dendrocorticium ovalisporum Boidin & Gilles 1998
- Dendrocorticium piceinum P.A. Lemke 1977
- Dendrocorticium pinsapineum (G. Moreno, Manjón & Hjortstam) Gorjón & Bernicchia 2010
- Dendrocorticium polygonioides (P. Karst.) M.J. Larsen & Gilb. 1974 – drzewkopowłocznik białofioletowy
- Dendrocorticium roseolum (Bres. ex Rick) Baltazar & Rajchenb. 2013
- Dendrocorticium violaceum H.S. Jacks. 1977

Wykaz gatunków i nazwy naukowe na podstawie Index Fungorum. Nazwy polskie na podstawie rekomendacji Komisji ds. Polskiego Nazewnictwa Grzybów